# Linda Lecca
Linda Lecca (Trujillo, 13 de julio de 1988) es una boxeadora peruana y excampeona mundial interina de boxeo femenino en la categoría supermosca de la Asociación Mundial de Boxeo.

## Biografía
Aun habiendo nacido en Perú, ha realizado la mayor parte de su carrera profesional en Argentina, donde radica en la actualidad. Inició su carrera como boxeadora por influencia de su padre, quien fue boxeador amateur, y por la afición de su abuelo a este deporte. A los 17 años, se inició como boxeadora amateur.
En 2011, ganó el Título Sudamericano Super Gallo tras vencer a la local Mayra Gómez en Neuquén, Argentina, y también participó en el  reality show de boxeo "Todas contra México", en el cual consistió en pelear por el Campeonato Internacional Pluma del Consejo Mundial de Boxeo y un premio de US$ 100,000 dólares. Finalmente, perdió en semifinales ante la mexicana Irma García.
El 31 de mayo de 2014, venció a la brasileña Simone Da Silva y logró el Título Mundial Interino Super Mosca de la Asociación Mundial de Boxeo (AMB, posteriormente en el 2016 ha sido promovida como campeona mundial absoluta de la categoría Supermosca, por la AMB. Este campeonato es el tercer título peruano en la AMB, luego de Kina Malpartida y Alberto Rossel.